# 2024年歐洲協會聯賽決賽
2024年歐洲協會聯賽決賽是2023–24年歐洲協會聯賽的最後一場賽事，是第三屆歐洲足球協會主辦的第三級別球會錦標賽。球賽在2024年5月29日舉行。
賽事冠軍可獲得2024–25年歐霸盃分組賽參賽資格。

## 晉級之路
備註： 下列賽果中，決賽球隊一方比數列於前面（H：主場；A：作客）。
| 排名 | 隊伍         | 賽 | 分 |
| ---- | ------------ | -- | -- |
| 1    | 韋斯咸       | 6  | 15 |
| 2    | 弗賴堡       | 6  | 12 |
| 3    | 奧林比亞高斯 | 6  | 7  |
| 4    | TSC          | 6  | 1  |

| 排名 | 隊伍         | 賽 | 分 |
| ---- | ------------ | -- | -- |
| 1    | 費倫天拿     | 6  | 12 |
| 2    | 費倫斯華路士 | 6  | 10 |
| 3    | 亨克         | 6  | 9  |
| 4    | 古卡歷基     | 6  | 0  |

## 賽事

### 詳細
行政上「主場」一方經由抽籤決定，該抽籤會在半準決賽和準決賽抽籤後進行。
| 2024年5月29日 |

| 奧林比亞高斯       | 1–0 （加時賽） | 費倫天拿 |
| ------------------ | -------------- | -------- |
| - 阿尤布·卡比 116' | 報告           |          |

| 雅典，聖蘇菲亞體育場 觀眾人數：26,842 ：苏亚雷斯·迪亚斯（葡萄牙） |

|  | 賽事規則 - 90分鐘賽事 - 如有需要，會進行30分鐘加時賽 - 如果比數仍然相同，則會進行互射十二碼 - 十二位後備球員 - 最多進行五個常規換人調動，加時賽中可額外進行第六個換人調動 |

## 備註
1. ↑  每隊只會有三次進行換人機會，加時賽中可額外有第四次機會，當中在半場時、加時賽展開前與及加時賽半場時進行的換人可獲得豁免。

## 外部連結
- 官方网站